# 擬似問題
擬似問題（ぎじもんだい、pseudo problem）とは、問いを立てる際の暗黙の仮定や前提が誤っていたり、検証できないものに依拠していたりするため答えがそもそも存在しない問い。
問いに含まれている誤った前提に気づくことなく、そのまま推論を進めていくと、矛盾やパラドックスと呼ばれる状況に直面する。一般にはそうした状況になって初めて、「これは擬似問題なのではないか」つまり「議論の前提に何か誤りが含まれているのではないか？」と気が付くことになる。
擬似問題はある真性の問題について、その片鱗を掴んだだけの直観から記述されていることが多く、多くの場合擬似問題は無意味ではなく真性の問題が含まれている。こうした理由があるため、学術関係者は必ずしも矛盾やパラドックスを忌み嫌いはしない。むしろ誤った仮定や前提の存在を教えてくれる重要なサインとして、矛盾やパラドックスについて深く考え、何とか誤った前提を見出そうと努力するのが普通である。
多くの擬似問題は新たな概念記号の作出や論理的に適切な操作によって擬似解決を与えることができるが、この場合矛盾やパラドックスは擬似解決に先送りされている（独断論）。最終的には問いに含まれる誤った仮定がハッキリした時点で、「擬似問題だった」「答えることのできない誤った問いだった」、としてそれ以上追求されることなく問題は消去、解消される。

## 事例

### 哲学
哲学の分野では、20世紀初頭の言語論的転回に伴い、これまで哲学上の問題と思われていた問題（とりわけ形而上学的問題）は実は言語の不適切な使用による擬似問題であると考える哲学者たちが出てきた。例えば、ルドルフ・カルナップは、「言語の論理的分析による形而上学の克服」において形而上学の問題や論争は語を不適切に使ったために生じた擬似問題であり、形而上学の命題は間違っているのではなく、無意味であると主張した。また、ルートヴィヒ・ウィトゲンシュタインは『論理哲学論考』において、哲学の問題のほとんどが人々の言語使用の混乱から生じた擬似問題であることを一挙に証明しようとした。
哲学者の三浦俊彦は意識の超難問について、問いのタイプとトークンを重ねた多義性の誤謬か、真理値を持たない命題関数を「なぜ」の対象とした文法違反かのいずれかにすぎず、真正の哲学的な問いではなく擬似問題であると述べている。
他に現代においても擬似問題であるかどうか深く論考されている事例の一つに例えば自由意志の問題がある。

### 科学
科学哲学において境界設定問題（the demarcation problem）が擬似問題の一つとされている。境界設定問題は科学と疑似科学を線引するための基準の提示が問題とされている。境界設定問題の回答の代表例としてカール・ポパーの反証主義、トマス・クーンのパラダイム論、ラカトシュ・イムレのリサーチプログラム論などが挙げられたが、ラリー・ラウダンの「境界設定問題の薨去」という論文において、多くの基準でコペルニクス、ケプラー、ガリレオといった近代科学の父たちが「科学」から排除されてしまうことや、「科学」と呼ばれている活動が非常に多様であることが示され、擬似問題であるとされた。

### 道徳・倫理
進化心理学者のジェフリーミラーは、恋愛などで評価されるような優しさ、勇気、正直、誠実などといった道徳的倫理的な諸性質は、異性から見て魅力があることや求愛の際に誇示行動が見られることや思春期にピークがあるといったことから、性淘汰や信号理論によってその起源や進化を説明できると述べている。そしてこの性淘汰形質が正しい場合には、道徳や倫理は進化適応環境において包括適応度の最大化に役に立った諸性質であり、道徳感覚はヒューリスティックなシステム1と非ヒューリスティックなシステム2の混合物となる。この場合、これまでの道徳哲学者や倫理学者が行ってきたことは、無意識の認知的な適応を一般原理として記述しようとしてきたもので、帰結主義と義務論、行動倫理と徳倫理などの対立は性淘汰形質が欠落しているピントを外したものであったこととなる。